# Пераи
Пераи (на словенски: Peraji) е село в Словения, Обално-крашки регион, община Копер. Според Националната статистическа служба на Република Словения през 2002 г. селото е необитаемо.